# Addio cicogna addio
Addio cicogna addio (Adiós, cigüeña, adiós) è un film spagnolo del 1971, diretto da Manuel Summers.

## Trama
Spagna. Arturo Sanchez e Paloma Martin Lopez sono due giovani adolescenti di 15 e 13 anni che, a causa della loro scarsa cultura sessuale, generano inconsapevolmente un bambino. Visti i cattivi rapporti che hanno con i rispettivi genitori, i due giovani decidono di non dire niente dell'accaduto agli adulti e con la collaborazione dei loro compagni di scuola nascondono Pamela in una soffitta per aiutarla nella gestazione. Grazie alla frequentazione nelle sale d'aspetto dei ginecologi e alla lettura di libri sulla gravidanza, il gruppo di ragazzini porta a termine l'impresa infatti, una notte, Paloma dà alla luce un bel maschietto.

## Colonna sonora

### Album
La colonna sonora originale del film è stata pubblicata nel 1974 dalla Duse Record su un 45 giri della Beat Records Company (BTF 085).

#### Tracce
1. Maria Teresa - Addio, Cicogna, Addio! - 2:20 -  (Autori: Trefontain, Ipcress)
2. Maria Teresa - Dove Sei, California - 3:27 - (Autori: B. Hanna, L. Dunn, Quintilio)

## Distribuzione
Il film è stato distribuito in Spagna a partire dal mese di settembre del 1971 e in Italia a partire dal mese di aprile del 1974.

### Data di uscita
Alcune date di uscita internazionali nel corso degli anni sono state:
- 6 settembre 1971 in Spagna (Adiós, cigüeña, adiós)[4]
- 11 aprile 1974 in Italia[5]

### Riconoscimenti
La pellicola, insieme ad altri due film, è stata scelta dalla Spagna per partecipare alla selezione della 32ª Mostra internazionale d'arte cinematografica di Venezia.

## Sequel
- Addio cicogna addio nº2 (El niño es nuestro), regia di Manuel Summers 1973